# 風間浦村立風間浦中学校
風間浦村立風間浦中学校（かざまうらそんりつ かざまうらちゅうがっこう）は、青森県下北郡風間浦村大字易国間にある公立中学校。

## 概要
風間浦村易国間地区にあり、村内全域を通学区域としている。風間浦保育所と風間浦村立風間浦小学校が隣接している。

## 沿革
- 1986年（昭和61年）
  - 4月1日 - 易国間・蛇浦の両中学校を統合して、開校。
  - 4月7日 - 開校式・第1回入学式及び始業式挙行。
  - 12月24日 - 校舎・体育館・屋外体育施設新築落成式典挙行。校訓を体育館に掲載。
- 1987年（昭和62年）3月17日 - 第1回卒業証書授与式挙行。
- 1989年（平成元年）4月1日 - 下風呂中学校を統合。
- 1995年（平成5年）3月2日 - 同志社大学への二学年生徒一日体験入学事業始まる。
- 1997年（平成7年）3月22日 - 同志社中生徒代表本校訪問。
- 2016年（平成28年）1月 - 風間浦小学校渡り廊下完成。

## 通学区域
- 風間浦村全域

## 周辺
- 風間浦村立風間浦小学校 - 同一敷地内で、なおかつ進学前小学校。
- 風間浦村立野球場
- 社会福祉法人みちのく福祉会風間浦保育所 - 敷地が隣接
- 海峡の里スポーツ公園
- 易国間郵便局
- 国道279号はまなすライン
- 津軽海峡

## アクセス
- 下北交通佐井線「易国間郵便局前」バス停から、徒歩約625m・約10分。
  - なお、下北交通佐井線は、「風間浦中学校前」バス停も通るが、「易国間郵便局前」バス停から移動するより、移動距離が延びる。
- 風間浦村役場から約950m、徒歩約15分・車で約2分。

## 参考資料
- 『風間浦村史』357頁～359頁「第五章 教育・第三節 各学校・八 風間浦中学校」